# أرشيبالد تشيشولم
أرشيبالد هيو تينينت تشيشولم، (17 أغسطس 1902 – 22 نوفمبر 1992) كان مدير تنفيذي وصحفي بريطاني للنفط وكان محرر لصحيفة فاينانشال تايمز من 1937 إلى 1940.

## النشأة
ولد تشيشولم عام 1902، والده هيو تشيشولم، محرر طبعة 1911 من موسوعة بريتانيكا وفي ذا تايمز. التحق تشيشولم بمدرسة وستمنستر وتخرج بعد ذلك من كنيسة المسيح بأكسفورد. لعب كرة القدم في كنيسة المسيح وادعى لاحقًا أنه لعب التنس مع هيلين ويلز.  كان تشيشولم أيضًا عضوًا في نادي ماريليبون للكريكيت (MCC). 

## صناعة النفط
انضم تشيشولم إلى شركة النفط الأنجلو-فارسية عام 1928 ومثلها عند تأسيس شركة نفط الكويت في عام 1934 ووقع الاتفاقية الأولية مع الكويتيين من قبل أمير الكويت أحمد الجابر الصباح مع الجيولوجي فرانك هولمز ممثلاً لشركة قلف أويل وتشيشولم ممثلاً لشركة النفط الأنجلو-فارسية.  تم التوصل إلى اتفاقهم الأولي في ديسمبر 1933 من شركة تريدرز المحدودة. تحت قيادة جورج لويد واللورد جلينكونر، الذين كانوا في مفاوضات سرية مع الأمير، لكن أجبروا على الانسحاب من قبل الكونسورتيوم الجديد لـقلف أويل وشركة نفط الأنجلو-فارسية.  رفض طلب تشيشولم بنقله إلى لندن واستقال بعد ذلك من أنجلو فارسي في عام 1936.  في عام 1975 نشر تاريخ الأيام الأولى لصناعة النفط الكويتية. اتفاقية الامتياز النفطي الأولى للكويت: سجل المفاوضات 1911-1934.
عاد تشيشولم بعد الحرب العالمية الثانية إلى صناعة النفط وكان من ضمن الوفد الذي ناقش قضية شركة بريتيش بتروليوم في محكمة العدل الدولية بعد تأميم صناعة النفط الإيرانية عام 1951. بقى في شركة بريتيش بتروليوم إلى سنة 1962 وعمل بعدها كمستشار للشركة إلى سنة 1972. 

## الصحافة والحرب العالمية الثانية
بدأت مسيرته الصحفية بعد تخرجه، وأمضى عامين كمراسل لصحيفة وول ستريت جورنال في لندن ونيويورك. 
بعد مسيرته في صناعة النفط عاد تشيشولم إلى الصحافة ككاتب رائد في الفاينانشيال تايمز وأصبح محررها في عام 1937 وشغل المنصب حتى عام 1940. تحت رئاسته أنشئ أول عمود نميمة للأخبار المالية في مدينة لندن، بعنوان «رجال وقضايا». 
انضم تشيشولم إلى الجيش البريطاني عام 1940 في الحرب العالمية الثانية وخدم في المخابرات في الشرق الأوسط.  وبلغ رتبة عقيد بنهاية الحرب وأشيد بذكره في التقارير العسكرية مرتين.  صادق الروائي أليك وا أثناء عمله الاستخباراتي أثناء الحرب. 
حصل على رتبة الإمبراطورية البريطانية كجزء من الفرقة العسكرية في عام 1946. 
تزوج تشيشولم من جوزفين جودج، وتزوجا في سانت جون آت هامبستيد في أكتوبر 1939. كان للزوجين ابنة وابن. توفيت جوزفين عام 1983. 

## منشورات مختارة
- اتفاقية الامتياز النفطي الأولى للكويت: سجل المفاوضات 1911-1934